# Il manto rosso
Il manto rosso (Under the Red Robe) è un film del 1937 diretto da Victor Sjöström.
Pellicola statunitense d'avventura interpretata da Conrad Veidt, Annabella e Raymond Massey.
Ispirata ad un romanzo di Stanley J. Weyman e sceneggiata da Arthur Wimperis, venne diretta dallo svedese Sjöström che fu letteralmente costretto a dirigerlo nonostante il suo ritiro dal set cinematografico.
Il romanzo aveva già avuto nel 1923 un'altra versione cinematografica con lo stesso titolo, Under the Red Robe, diretta da Alan Crosland.

## Trama
Nella Francia all'epoca del regno di Luigi XIII, si narra la storia dell'avventuriero e spadaccino Gil de Berault, che viene salvato dal capestro dal cardinale Richelieu che gli affida un'importante missione per suo conto. Egli dovrà snidare ed uccidere un nobile sospettato di parteggiare per la fazione antimonarchica degli Ugonotti. Gil riuscirà a trovare il nobile in un castello presidiato, e si introdurrà travestendosi da sentinella ma una volta all'interno conoscerà la sorella della sua vittima predestinata, Lady Margherita, della quale si innamorerà perdutamente. Gil salverà la vita del nobiluomo, e si costituirà ma verrà graziato dallo stesso Richelieu che lo perdonerà permettendogli di sposare la sua amata.

## Produzione
Il film fu prodotto dalla New World Pictures Ltd.

## Distribuzione
Distribuito dalla Twentieth Century Fox Film Corporation, uscì nel Regno Unito nel maggio 1937, presentato in prima a Londra. Negli Stati Uniti, uscì a New York il 31 maggio 1937.